# Parafia św. Józefa w Paryżu
Parafia św. Józefa w Paryżu (biał. Парафія Св. Юзафа y Парыжы) – parafia rzymskokatolicka w Paryżu. Należy do dekanatu postawskiego diecezji witebskiej. Z inicjatywy proboszcza parafii w Mosarzu ks. Józefa Bułki przebudowano budynek sklepu na kościół parafialny. Dojeżdżał tutaj ksiądz z parafii w Woropajewie.